# Bengt-Arne Johansson
Bengt Arne (Bengt-Arne) Johansson, född 1 oktober 1943 i Örgryte församling i Göteborg, död 28 februari 2025 i Fuengirola i Spanien, var en svensk militär.

## Biografi
Efter studentexamen 1968 avlade Johansson marinofficersexamen vid Kungliga Sjökrigsskolan 1969 och utnämndes samma år till fänrik vid Gotlands kustartillerikår, varpå han 1969–1978 tjänstgjorde vid regementet som instruktör, plutonchef och kompanichef. Han befordrades till löjtnant 1971 och till kapten 1972 samt gick Stabskursen vid Militärhögskolan 1978–1980. År 1980 befordrades han till major vid Vaxholms kustartilleriregemente, varpå han 1980–1981 tjänstgjorde vid staben i Östra militärområdet och 1981–1982 studerade vid US Marine Corps Command and Staff College. Han var lärare i strategi vid Militärhögskolan 1982–1984, befordrades till överstelöjtnant 1983, var förste lärare i taktik vid Kustartilleriets skjutskola 1984–1986 och tjänstgjorde vid Underrättelseavdelningen i Marinstaben 1986–1987. År 1987 utnämndes han till överstelöjtnant med särskild tjänsteställning, varpå han 1987–1989 var avdelningschef hos inspektören för kustartilleriet och 1989–1991 var chef för Operationssektion 1 i Försvarsstaben.
Johansson befordrades till överste 1991 och var chef för Fjärde kustartilleribrigaden med Karlskrona kustartilleriregemente 1991–1994. År 1994 befordrades han till överste av första graden och 1994–1997 var han chef för Centralavdelningen i Marinledningen tillika ställföreträdande chef för Marinledningen vid Högkvarteret. Han gick kurs vid Försvarshögskolan (FHS) 1992, Chefskursen vid FHS 1995 och Senior Course vid NATO Defense College 1997. År 1997 befordrades han till generalmajor, varpå han var ställföreträdande chef för Operationsledningen vid Högkvarteret 1997–1998. Åren 1998–2000 var han ställföreträdande chef för Grundorganisationsledningen vid Högkvarteret, varefter han 2000 befordrades till generallöjtnant och var ordinarie chef för Grundorganisationsledningen 2000–2003.
Bengt-Arne Johansson invaldes 1988 som ledamot av Kungliga Örlogsmannasällskapet och samma år som ledamot av Kungliga Krigsvetenskapsakademien.

## Utmärkelser
- Förbundet Kustjägarnas förtjänstmedalj i silver (2006).[7]